# Rhynchospora barrosiana
Rhynchospora barrosiana är en halvgräsart som beskrevs av Encarnación Rosa Guaglianone. Rhynchospora barrosiana ingår i släktet småag, och familjen halvgräs. Inga underarter finns listade i Catalogue of Life.